# جون ماككينا
جون ماككينا (بالإنجليزية: John McKenna)‏، من مواليد 1855 وتوفي في مارس 1936، مدرب كرة قدم إنجليزي سابق.
و قد درب نادي ليفربول منذ عام 1892 وحتى عام 1896.

## روابط خارجية
- جون ماككينا على موقع Soccerbase.com (مدرب) (الإنجليزية)